# Isanthus homolophilus
Isanthus homolophilus is een zeeanemonensoort uit de familie Isanthidae.
Isanthus homolophilus is voor het eerst wetenschappelijk beschreven door Chintiroglu & Doumenc in 1998.